# رساویتسا، دسپوتوواتس
رساویتسا (صربی: Resavica}} یک منطقهٔ مسکونی در صربستان است که در Pomoravlje District واقع شده‌است.
 رساویتسا  ۲٬۰۳۵ نفر جمعیت دارد.